# Ruslan Tümönbaev
Ruslan Tümönbaev (in kirghiso Руслан Түмөнбаев?; 28 maggio 1986) è un lottatore kirghiso, specializzato nella lotta greco-romana.

## Palmarès

### Olimpiadi
- 1 medaglia:
  - 1 bronzo (Pechino 2008 nei 60 kg)

### Campionati asiatici
- 1 medaglia:
  - 1 oro (Jeju 2008 nei 60 kg)